# プレイバックシンガー

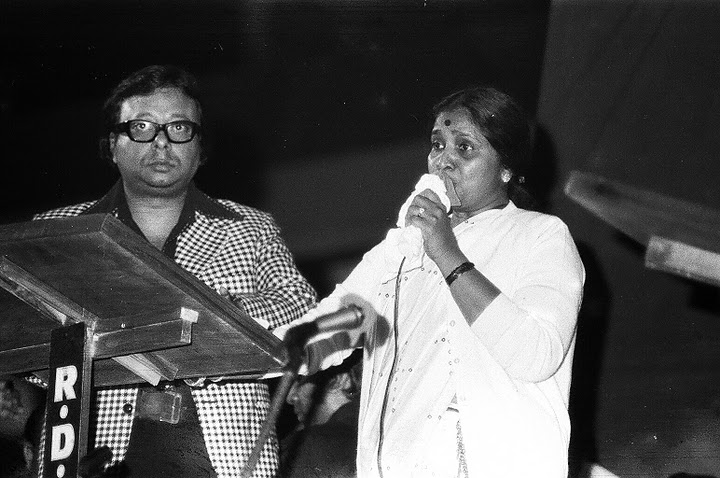
レコーディング中の音楽監督R・D・ブルマンとアシャ・ボスレ（1981年）

プレイバックシンガー（Playback singer）は、映画で使われる歌を事前にレコーディングする歌手である。俳優、女優は映画撮影の際にプレイバックシンガーの歌うサウンドトラックに合わせて口パクで演じる。そのため、プレイバックシンガーはスクリーン上には登場しない。

## 地域のプレイバックシンガー

### 南アジア
プレイバックシンガーは南アジア映画で発展した手法であり、インド映画やパキスタン映画では映画1本に6曲から7曲のプレイバックソングが使用される。インドではプレイバックシンガーの地位は高く、人気のあるプレイバックシンガーは主演俳優や音楽監督と同等の扱いを受けている。大半のプレイバックシンガーは最初に古典音楽を学び、その後に取り扱うジャンルを拡大して活動の幅を広げていく傾向にある。
南アジアで最も影響力のあるプレイバックシンガーとしてモハメド・ラフィとアフマド・ラシュディが挙げられ、ヒンディー語映画で活動するラタ・マンゲシュカルとアシャ・ボスレの姉妹は、インドで最も知名度がある多才なプレイバックシンガーとして知られている。アシャ・ボスレは「世界で最も多くの曲を歌った女性歌手」としてギネス世界記録に登録されており、同じくテルグ語映画で活動するS・P・バーラスブラマニアムも「世界で最も多くの曲を歌った男性歌手」として登録されている。

### ハリウッド
ハリウッドではプレイバックシンガーのことをゴーストシンガーと呼んでいる。現代のハリウッドでは映画におけるミュージカル要素が減少しているため、ゴーストシンガーは一般的な存在ではない。1970年代以前のハリウッド映画では広く取り入れられており、代表的なゴーストシンガーとしてマーニ・ニクソン（『ウエスト・サイド物語』『王様と私』『マイ・フェア・レディ』）、ビル・リー（『South Pacific』『サウンド・オブ・ミュージック』）、クラウディア・ブリュッケン（『L.A.ノワール』）、ベティ・ノイズ（『雨に唄えば』）が挙げられる。